# Batillipes mirus
Batillipes mirus är en djurart som tillhör fylumet trögkrypare, och som beskrevs av Ferdinand Richters 1909. Batillipes mirus ingår i släktet Batillipes och familjen Batillipedidae. Arten är reproducerande i Sverige. Inga underarter finns listade i Catalogue of Life.